# Hendrina Afrikaner
Hendrina Martha Afrikaner (* 1952 in Südwestafrika, heute Namibia; † 19. August 2011 bei Keetmanshoop) war eine traditionelle Führerin in Namibia. Afrikaner stand als Kaptein den Orlam-Afrikanern, einem Clan der Nama, vor. Sie war, als Urgroßtochter von Jan Jonker Afrikaner, die einzige Frau an der Spitze in der Geschichte des Clans.
Hendrina Afrikaner wuchs in Hoachanas und Okahandja auf, wo sie das Augustineum besuchte. Sie arbeitete als Krankenschwester, ehe sie nach der Unabhängigkeit Namibias im Bildungsministerium arbeitete.
Afrikaner wurde 2004 Kaptein und bekleidete dieses Amt bis zu ihrem tödlichen Autounfall im August 2011. Sie wurde neben Jonker Afrikaner in Okahandja beigesetzt.